# فررنیافه
فررنیافه (به اسپانیایی: Ferreñafe) یک شهر در پرو است که در Ferreñafe District واقع شده‌است.

## خصوصیات
فررنیافه   ۶۷ متر بالاتر از سطح دریا واقع شده‌است.